# Ho Sun-hui
Ho Sun-hui (5 de março de 1980) é uma futebolista norte-coreana que atua como meia.

## Carreira
Ho Sun-hui integrou o elenco da Seleção Norte-Coreana de Futebol Feminino, nas Olimpíadas de 2008. 